# 閻立德
閻立德（596年—656年），名讓，字立德，以字行。雍州萬年縣（今陝西西安）人。唐代官員、建築家、工藝美術家、畫家。
出身於工程家庭，祖父閻慶，北周少司空、上柱國、寧州大總管、大安郡公。父親閻毗，隋將作少匠、殿内少監、石保縣公。閻立本之兄，善長書畫、工藝及建築工程。唐高祖武德中期，奉旨作袞、冕、大裘、六服、腰輿、馓、扇，皆得其妙。唐太宗請他作《玉華宮圖》，得到賞識，官至工部尚書，唐高宗顯慶元年卒於任上。

## 生平
阎立德出身贵族，阎氏兄弟继承家学，擅长建筑、工艺、绘画，具有多方面才能。
唐高祖武德初年阎立德为秦王府士曹参军，继而任尚衣奉御，为宫廷设计服饰、舆伞仪仗等物，唐太宗时升任将作少匠、将作大匠，封大安县男。负责兴建宫室、陵墓等工程。曾主持修建翠微宫、玉华宫以及献陵（高祖李渊陵墓）、昭陵（太宗李世民陵墓）等重大工程。在洪州（江西南昌）造海船五百艘，随太宗远征高句丽，为大军开路造桥，深为太宗赞许和重用，官至工部尚书。贞观二十三年（649年），摄司空，负责营造昭陵。事毕，进封为县公。显庆元年，阎立德逝世，追赠吏部尚书、并州都督，陪葬昭陵，谥号曰康。
阎立德的绘画吸取前代画家郑法士、张僧繇、杨子华、展子虔之长，艺术上与其弟阎立本齐名，作品题材大都与初唐政治有较为密切的关系。

## 作品

### 绘画作品
- 《文成公主降蕃图》，描寫文成公主下嫁吐蕃赞普松贊干布的情景。
- 《玉华宫图》
- 《斗鸡图》
- 《职贡图》
- 《采芝太上像》
- 《游行天王图》
- 《诗意图》

### 建筑作品
- 唐献陵，唐高祖李渊和太穆皇后窦氏皇陵。
- 唐昭陵，唐太宗李世民和文德皇后长孙氏皇陵。
- 襄城宫，后因闷热不可居住，唐太宗将其废弃，赐给百姓居住。
- 翠微宫
- 玉华宫

## 家世
- 祖父：阎庆，魏侍中、骠骑大将军，北周少司空、上柱国、宁州大总管、大安郡公。隋赠司空，諡曰成。
- 父亲：閻毗，北周驸马都尉、开府仪同三司，隋朝将作少匠、殿内少监、石保县公，諡曰恭。
- 母亲：清都公主宇文氏。
- 弟弟：閻立本，唐将作大匠、工部尚书、右相，赐爵博陵县男。谥曰文贞。
- 长子：阎玄邃，官至司农少卿。
- 次子：阎庄，字当时，以父荫补左千牛。随父远征高句丽，以军功加骑都尉。显庆初，加上骑都尉，改授相州司马。徵入为太子右典戎勋府郎将。乾封元年，加定远将军，迁左典戎亲府中郎将。迁太子左司御卫副率。迁拜太子家令，加授轻车都尉。上元二年，从高宗幸东都洛阳。其年四月太子李弘薨，九月廿一日阎庄即死于河南县宣风里第，春秋五十有二。夫人刘氏，大理卿、刑部尚书、彭城襄公刘德威之女，工部尚书兼检校左卫大将军、彭城郡公刘审礼之妹。（出自《大唐故太子家令轻车都尉阎君墓志铭》，1995年出土。）
- 三子：閻泰，字玄道。（出自《大周故尚方监丞阎府君墓志铭》）
  - 孙：阎识微，玄邃子，任太州司马时，受弟弟阎知微牵连被处决。妻子裴氏为裴重晖和新野县主李令女，即唐太宗侄孙女，李元吉外孙女。
  - 孙：阎知微，玄邃子，送淮阳王武延秀往突厥和亲时，被突厥默啜扣留，逃还后武则天以其随突厥入寇，令百官脔割，然后斩之，并族诛。
  - 孙：阎巨源，玄邃子，射洪县令[1]
  - 孫：閻安貞，玄道三子。
    - 曾孙：阎晃，识微子，崇文馆学生，受叔父阎知微牵连于洛阳弃市，终年十九岁。
    - 曾孙：閻則先，知微子，以武三思婿免死。
    - 曾孙：阎用之，巨源子，左金吾将军[1]、右卫郎将，天宝中，女为义王李玼妃。终左金吾将军。
- 长女：阎婉，嫁唐太宗第四子李泰。
- 女：秀容县君阎氏（贞观十一年（637年）—载初元年十一月八日（690年10月15日）），殿中少监上柱国唐嘉会（唐俭子）后妻。

## 备注
1. ↑  《旧唐书》阎立德传称太安县男。《新唐书》阎立德传称大安县男，后称进为大安县公。
2. ↑  《旧唐书》阎立德传称“进封为公”。《新唐书》阎立德传称“以劳进爵大安县公”。

## 延伸阅读
[在维基数据编辑]
 《舊唐書/卷77》，出自刘昫《舊唐書》
 《新唐書·卷100》，出自《新唐書》
 在维基共享资源阅览影像